# VfL Altenbögge
Der VfL Altenbögge (offiziell:  Verein für Leibesübungen 1928 e. V. Altenbögge-Bönen) war ein Fußball- und Tischtennisverein aus dem Bönener Ortsteil Altenbögge. Er wurde am 17. Mai 1928 gegründet und spielte vier Jahre in der damals erstklassigen Gauliga Westfalen. Die Vereinsfarben waren Rot und Weiß. Im Jahr 1984 fusionierte der Verein mit Eintracht Bönen und SG Grün-Weiß Bönen zur SpVg Bönen.

## Vereinsgeschichte

### Frühe Jahre (1928 bis 1941)
Einige junge Männer aus Altenbögge gründeten zu Christi Himmelfahrt am 17. Mai 1928 den VfL, nachdem sie in den umliegenden Großstädten mehrere Fußballspiele besucht hatten. Der Verein stand dabei in enger Verbindung mit der Zeche Königsborn III/IV, bei der 90 Prozent der Spieler beschäftigt waren. Auch wenn Altenbögge zu jenem Zeitpunkt stark proletarisch geprägt war und die SPD und KPD bei Wahlen auf zusammen 50 Prozent kamen, schloss sich der VfL dem bürgerlichen DFB statt des sozialistischen ATSBs an. Im Sommer 1928 wurde der Spielbetrieb aufgenommen. Binnen weniger Jahre kletterte der VfL die Ligaleiter empor und erreichte 1934 zunächst die Kreisklasse und drei Jahre später die zweitklassige Bezirksklasse. Aufgrund ihrer roten Trikots und des kraftvollen Angriffsfußballs bekam die Mannschaft bald den Beinamen „Rote Husaren“.
Im Jahre 1940 erreichten die Altenbögger erstmals die Aufstiegsrunde zur Gauliga Westfalen. Zuvor war der VfL mit 145 Toren in 32 Spielen Meister geworden. In der Aufstiegsrunde scheiterte die Mannschaft jedoch aufgrund des schlechteren Torquotienten am DSC Hagen. Ein Jahr später klappte es besser. In der ersten Saison in der mit Hilfe der Zeche erbauten Kampfbahn am Rehbusch wurde der VfL erneut Meister der Bezirksklasse und zog erneut in die Aufstiegsrunde ein. Mit einem 7:0-Sieg über Borussia Rheine am letzten Spieltag gelang der Aufstieg, da die „Roten Husaren“ nun seinerseits gegenüber den Rheinern den besseren Torquotienten aufwies. Die Werkszeitung der Zeche Königsborn lobte die Mannschaft, da nirgends besser als im VfL wäre dem Schaffenden von Altenbögge Gelegenheit geboten, seine vor Arbeit beanspruchten Glieder und die mit Staub und schlechter Luft gefüllten Lungen auf dem grünen Rasen zu entspannen und zu lockern, und dadurch wieder frisch und nervengestählt der täglichen Berufsarbeit nachgehen zu können.

### Gauliga (1941 bis 1945)
In der Aufstiegssaison 1941/42 musste der VfL noch Lehrgeld bezahlen und verlor mit 1:11 beim FC Schalke 04 oder mit 4:13 gegen Arminia Bielefeld, das torreichste Spiel in der Geschichte der Gauliga Westfalen. Die SpVgg Röhlinghausen wurde dagegen mit 11:1 geschlagen, was der höchste Sieg der „Roten Husaren“ in der Gauliga war. Höhepunkt der Saison war das Gastspiel des FC Schalke 04 in Altenbögge, bei dem sie die Gastmannschaft am Bahnhof vom Ortsgruppenleiter empfangen und mit Musik zum Vereinsheim begleitet wurden. Der 8:0-Sieg der Schalker vor 5000 Zuschauern war dabei Nebensache. In der folgenden Saison 1942/43 ging der Höhenflug der „Roten Husaren“ weiter. Zu Saisonbeginn übernahm der österreichischen Trainer Josef Uridil die Mannschaft. Die Verpflichtung des ehemaligen Stürmerstars von Rapid Wien war ein absoluter Glücksfall für den Verein. Seine Auffassung von Fußball und seine modernen Trainingsmethoden passten zur Mentalität der Spieler.
Bis auf die Partie gegen Schalke, wo über 20.000 Zuschauer im Hammer Jahnstadion einen 6:2-Sieg der Gäste sahen, konnte der VfL alle Heimspiele. Gegen Borussia Dortmund konnten die Altenbögger gar beide Spiele gewinnen. Am Saisonende wurden die Altenbögger Vizemeister, mussten aber auch den Abgang ihres Trainers Uridil verkraften. Aber auch ohne Uridil wurde der VfL 1944 Vizemeister und konnte dem Serienmeister aus Schalke ein 1:1 abknöpfen. Um wegen der Kriegsverluste unter den Spielern weiterhin am Spielbetrieb teilnehmen zu können, schloss sich der Verein am 7. September 1944 mit SuS Kaiserau zur Kriegsspielgemeinschaft KSG Altenbögge-Kaiserau zusammen. Zur Saison 1944/45 wurde aus der eingleisige Gauliga eine dreigleisige Liga. Die KSG trug jedoch nur zwei Spiele aus, ehe die Saison abgebrochen werden musste.
Die Altenbögger profitierten während des Zweiten Weltkrieges von der kriegswichtigen Bedeutung der Kohleförderung, die dafür sorgte, dass die Spieler als unabkömmlich galten. Somit konnten der VfL stets in Bestbesetzung antreten, während andere Vereine hoffen mussten, dass ihre Spieler Fronturlaub erhielten und ansonsten mit immer unterschiedlichen Mannschaften auflaufen mussten. Die Spieler des VfL übten entweder „leichte Arbeit“ unter Tage aus oder hatten einen Arbeitsplatz als Angestellter über Tage. Teilweise konnte der Verein auswärtige Spieler verpflichten, die dann in der Zeche Arbeitsplätze erhielten, für die sie gar nicht die erforderliche Ausbildung hatten. Die Spieler durften auch vorzeitig Feierabend machen, um trainieren zu können. Der jeweilige Trainer der ersten Mannschaft war ferner als Betriebssportlehrer angestellt.

### Nachkriegszeit (1945 bis 1984)
Nach Ende des Zweiten Weltkrieges erfolgte im Juli 1945 die Fusion mit SV Bönen zu Rot-Weiß Bönen. Der Zusammenschluss war jedoch nicht von langer Dauer und im Februar 1946 spaltete sich Rot-Weiß Bönen wieder in den VfL Altenbögge und der SG Grün-Weiß Bönen auf. Zwischenzeitlich versammelten sich Vertreter der 18 Vereine, die zwischen 1939 und 1944 in der Gauliga Westfalen gespielt haben in der Altenbögger Vereinskneipe Haus Timmering, um als Provisorium die Landesliga Westfalen zu gründen. Noch in der Auftaktsaison 1945/46 reichte es zu Platz drei, jedoch verpassten die „Roten Husaren“ ein Jahr später die Qualifikation zur neu geschaffenen Oberliga West. Die Mannschaft war inzwischen überaltert, nicht zuletzt weil zwei komplette Jugendmannschaften des VfL den Krieg nicht überlebt haben. Ein Spieler des STV Horst-Emscher spottete nach einer einseitigen Begegnung, dass dies nicht Altenbögge war, sondern „alte Böcke“. Zudem fehlten dem Verein Sponsoren, um eine schlagkräftige Mannschaft zu formen. Auch die 1949 eingeführte II. Division wurde verpasst.
Im Jahre 1950 stieg der VfL auch aus der Landesliga ab und war damit nur noch viertklassig. Die Presse sprach bereits vom „verlöschenden Stern Altenbögge“. Durch eine Ligareform gelang zwei Jahre später ein Comeback in der Landesliga, wo die Mannschaft zunächst im Mittelfeld rangierte. In der Saison 1954/55 wurden die „Roten Husaren“ Vizemeister hinter dem Dortmunder SC 95, wobei der VfL zu einem spektakulären 7:5-Auswärtssieg in Dortmund kam. Ein Jahr später wurde der VfL erneut Vizemeister und qualifizierte sich für die neu geschaffene Verbandsliga Westfalen, wo die Altenbögger trotz einer 1:10-Niederlage bei der SpVgg Erkenschwick Sechster wurden. 1959 wurde die Mannschaft um die Brüder Günther und Otto Luttrop Vizemeister mit zwei Punkten Rückstand hinter der SpVg Beckum. Noch einmal konnte der Verein im Schnitt vor 2.000 Zuschauern spielen. Ein letzter Höhepunkt der Vereinsgeschichte was ein Spiel im Rahmen des Westdeutschen Pokals gegen Westfalia Herne. Vor 12.000 Zuschauern im Hammer Jahnstadion gewannen die Gäste mit 5:3 nach Verlängerung.
Doch der VfL Altenbögge konnte in den folgenden Jahren nicht mehr an alte Erfolge anknüpfen und stieg 1962 zusammen mit der TSG Rheda und dem ESV Münster in die Landesliga ab. Fünf Jahre später ging es für den Verein in die Bezirksklasse hinunter. In den Spielzeiten 1970/71, 1976/77 und 1978/79 gaben die „Roten Husaren“ noch einmal kurze Gastspiele in der Landesliga. Während 1977 am Saisonende nur ein Punkt auf den ersten Nichtabsteiger Borussia Lippstadt fehlte, waren die Altenbögger in den anderen beiden Spielzeiten chancenlos. Im Jahre 1980 musste der VfL nach zwei Abstiegen in Folge den Gang in die Kreisliga A antreten.

### Stadion
Heimspielstätte des VfL Altenbögge war die Kampfbahn am Rehbusch. Das Stadion wurde im Jahre 1940 eröffnet und mit Hilfe der Zeche Königsborn III / IV erbaut worden. Anfangs verfügte das Stadion über 5000 Plätze, davon 1500 Sitzplätze. Später wurde das Stadion auf 8000 Plätze erweitert.

### Tischtennis
Am 11. August 1945 gründete Arthur Borgs die Tischtennisabteilung. Nach mehreren Aufstiegen erreichte die Herrenmannschaft 1949 die Oberliga West, die damals höchste deutsche Spielklasse. In der Besetzung Schäfer I, Schmidt, Friesen, Hamdorf, Muth und Schäfer II hatte die Mannschaft ein Durchschnittsalter von 19 Jahren und war damit das jüngste Team in der Oberliga West.

## Persönlichkeiten
- Günter Luttrop
- Otto Luttrop („Atom-Otto“)
- Peter Peschel
- Josef Uridil

## Nachfolgeverein SpVg Bönen

### Geschichte
Im Jahre 1984 kam es zur Fusion mit der SG Grün-Weiß Bönen und dem 1980 gegründeten Verein Eintracht Bönen. Die SpVg Bönen übernahm dem Platz des VfL Altenbögge in der Kreisliga A und schaffte prompt den Aufstieg in die Bezirksliga. Im Jahre 1991 gelang den Aufstieg in die Landesliga, wo die Mannschaft nach Jahren des Abstiegskampfs 1998 Vizemeister mit zwei Punkten Rückstand auf den Hövelhofer SV wurde. In der folgenden Aufstiegsrunde zur Verbandsliga hatte die SpVg allerdings Pech. Die am letzten Spieltag spielfreien Bönener wurden noch von Teutonia Waltrop und dem SV Hohenlimburg überholt. Vier Jahre später wurden die SpVg Bönen nochmal Dritter, bevor die Mannschaft im Jahre 2007 aus der Landesliga abstieg. Drei Jahre später ging es in die Kreisliga A hinunter, bevor 2014 der Wiederaufstieg gelang. Seit dem direkten Wiederabstieg spielt die SpVg Bönen in der Kreisliga A.

### Persönlichkeiten
- Michael Bemben, wurde Bundesligaspieler
- Frank Fahrenhorst, wurde deutscher Nationalspieler
- Peter Peschel, wurde Bundesligaspieler